# Robert Gelli
Pour les articles homonymes, voir Gelli.
Robert Gelli, né le 14 janvier 1955 à Marseille, est un magistrat français.
Il a été le directeur des services judiciaires de Monaco d'octobre 2019 à mi-2022.

## Biographie
Après avoir fait son service militaire avec François Hollande, il prend ses fonctions à sa sortie de l'École nationale de la magistrature en 1978.

### Carrière
Robert Gelli est d'abord nommé substitut du procureur à Gap puis à Marseille où il devient premier substitut du procureur. En 1992, il est nommé à Aix-en-Provence comme procureur de la République adjoint. À ce poste, il est notamment amené à gérer la prise d'otages du vol 8969 Air France par le Groupe islamique armé durant la Noël de 1994.
Il est membre du cabinet de Lionel Jospin à Matignon entre 1997 et 2001 comme conseiller Justice,. En décembre 2001, Robert Gelli est nommé procureur de la République du tribunal de grande instance de Nîmes.
En 2011, il devient président de la conférence nationale des procureurs de la République, poste qu'il conserve jusqu'en 2014. En décembre 2012, il est nommé procureur de la République de Nanterre, l’une des principales juridictions de France, succédant à Philippe Courroye,.
Du 11 septembre 2014 au 24 avril 2017, il occupe le poste de directeur des affaires criminelles et des grâces du ministère de la Justice. En fin de mandat, il est l'objet d'une controverse[Laquelle ?] qu'il dénonce farouchement,.
Il est nommé, à compter du 25 avril 2017, procureur général près la cour d'appel d'Aix-en-Provence.
Robert Gelli a été décrit comme « un proche de François Hollande ».
Il devient directeur des services judiciaires (équivalent d'un garde des Sceaux) de Monaco le 21 octobre 2019. Il n'y avait pas eu de Français à ce poste depuis 2005.
Il est remplacé courant 2022 par Sylvie Petit-Leclair.

## Distinctions
- 2010 : chevalier de l’ordre national du mérite[15]
- 2013 : chevalier de l'ordre national de la Légion d'honneur[16]
- 2018 : officier de l’ordre national du mérite[17]